# Teresa Jordá Vitó
Teresa Jordá Vitó (Tarrasa, 2 de abril de 1943) es una pintora acuarelista española.

## Trayectoria
Teresa Jordá Vitó nació en Tarrasa (Barcelona) el 2 de abril de 1943. Hija de la artista Raimunda Vitó, se licenció en Bellas Artes, Pintura y Diseño por la Universidad de Barcelona en 1989. En 1991 cursó Máster editorial en Bellas Artes en la Universidad de Barcelona. Posteriormente estudió en la Escuela Industrial de Artes y Oficios de Tarrasa.
Considerada una de las mejores acuarelistas abstractas, cuenta en su dilatado currículum con numerosos premios nacionales e internacionales de acuarela. Ha impartido cursos y talleres en torno a la acuarela y la abstracción y a nivel expositivo han sido muchas las muestras en las que ha participado tanto de forma colectiva como individual.

## Obras
En los trabajos de Teresa Jordà Vitó el color es el protagonista, como constructor del espacio y como expresión de un cierto estado de ánimo ante el gran teatro del mundo. Las acuarelas son una acometida contra la oscuridad y el estatismo, son luz y movimiento. Esta artista utiliza la técnica de la acuarela para expresar sus sentimientos. Pinta sobre el papel de acuarela, lo corta, le hace incisiones, lo cose, y recompone la obra. También crea obras en tres dimensiones, consiguiendo crear esculturas con el papel pintado con esta técnica basada en el agua y el pigmento.

## Premios y reconocimientos
- 2017 3º Premio IWS Internacional India.
- 2017 Mención Watercolor Salon Theoaloniki Grecia.[13]
- 2016 2º Premio Internazionale Fabriano Watercolor "Marche d'Acqua".[14][15]
- 2015 Primer Premio Vicenç Ballestar  ARTE21. AAC. Homenage CTGallery- Reus . Trajectoria y calidad acuarelista.
- 2014 Medalla de Plata III Bienal Internacional de nuevas técnicas en la acuarela. Caudete. Medalla de Plata AAC 102.[16][17]
- 2011 Auszeichnung Watercolour Abstract. Hahnemühle FineArt GmbH Dassel.
- 2010 1º Premio XIV Simposium Nacional de Acuarela.  Palma de Mallorca.
- 2º Premi XCIX Exposición Anual Colectiva. Agrupación de acuarelistas de Catalunya BCN
- 2007 Primer Premio Internacional de Aquarela J. Martínez Lozano. Llançà. Girona.
- 2005 Proclamada "Terrassenca del año" CSC Terrassa. Barcelona.[18]
- 2005 Seleccionada y distinguida para editar la felicitación de Navidad del Consorcio de la Zona Franca. Barcelona. Obra plástica. Aquarela. Reproducción litográfica, edición especial y limitada.
- 1997 Primer Premio Ceferino Olivé. Reus. Tarragona.
- 1996 Primer Premio Abstracción. Pintura Latina. Barcelona.
- 1995 Premio Ricard Camí. Finalista. Caixa d’Estalvis de Terrassa.
- 1994 Medalla de Oro de la Agrupación de Aquarelistas de Cataluña. Barcelona.[19]
- 1992 Premio "Criteri d’Art Ciutat de Terrassa". Barcelona.
- 1991 Medalla de Honor de la Agrupación de Aquarelistas de Cataluña. Barcelona.
- 1990 Premio Ignasi Salvans. Agrupación de Aquarelistas de Cataluña. Barcelona.
- 1989 Premio Caja de Madrid Ulpiano Checa. Barcelona.
- 1986 Premio "Castell de Palau a la Cultura". Pintura. Terrassa. Barcelona.
- 1982 Mención Honorífica. Primera Biennal de Aquarela de Barcelona.
- 1976 Premio Nacional de Aquarela de Barcelona.